# (1299) Mertona
(1299) Mertona es un asteroide que forma parte del cinturón de asteroides y fue descubierto el 18 de enero de 1934 por Guy Reiss desde el observatorio de Argel-Bouzaréah, Argelia.

## Designación y nombre
Mertona se designó al principio como 1934 BA.
Más adelante, fue nombrado en honor del astrónomo inglés Gerald Merton (1893-1983).

## Características orbitales
Mertona está situado a una distancia media de 2,8 ua del Sol, pudiendo alejarse hasta 3,332 ua. Su inclinación orbital es 7,876° y la excentricidad 0,19. Emplea 1711 días en completar una órbita alrededor del Sol.